# Kremlëvskaja
Kremlëvskaja (in russo:Кремлёвская) è una stazione della metropolitana di Kazan situata sulla Linea Central'naja, la linea 1 della Metropolitana di Kazan. È stata inaugurata il 27 agosto 2005.